# Nadifloxacino
Nadifloxacino é um fármaco antimicrobiano, do grupo das quinolonas, utilizado no tratamento de acne.